# Jan (Kowalenko)
Jan, imię świeckie Andriej Władimirowicz Kowalenko (ur. 1 lutego 1970 w Karagandzie) – rosyjski biskup prawosławny.

## Życiorys

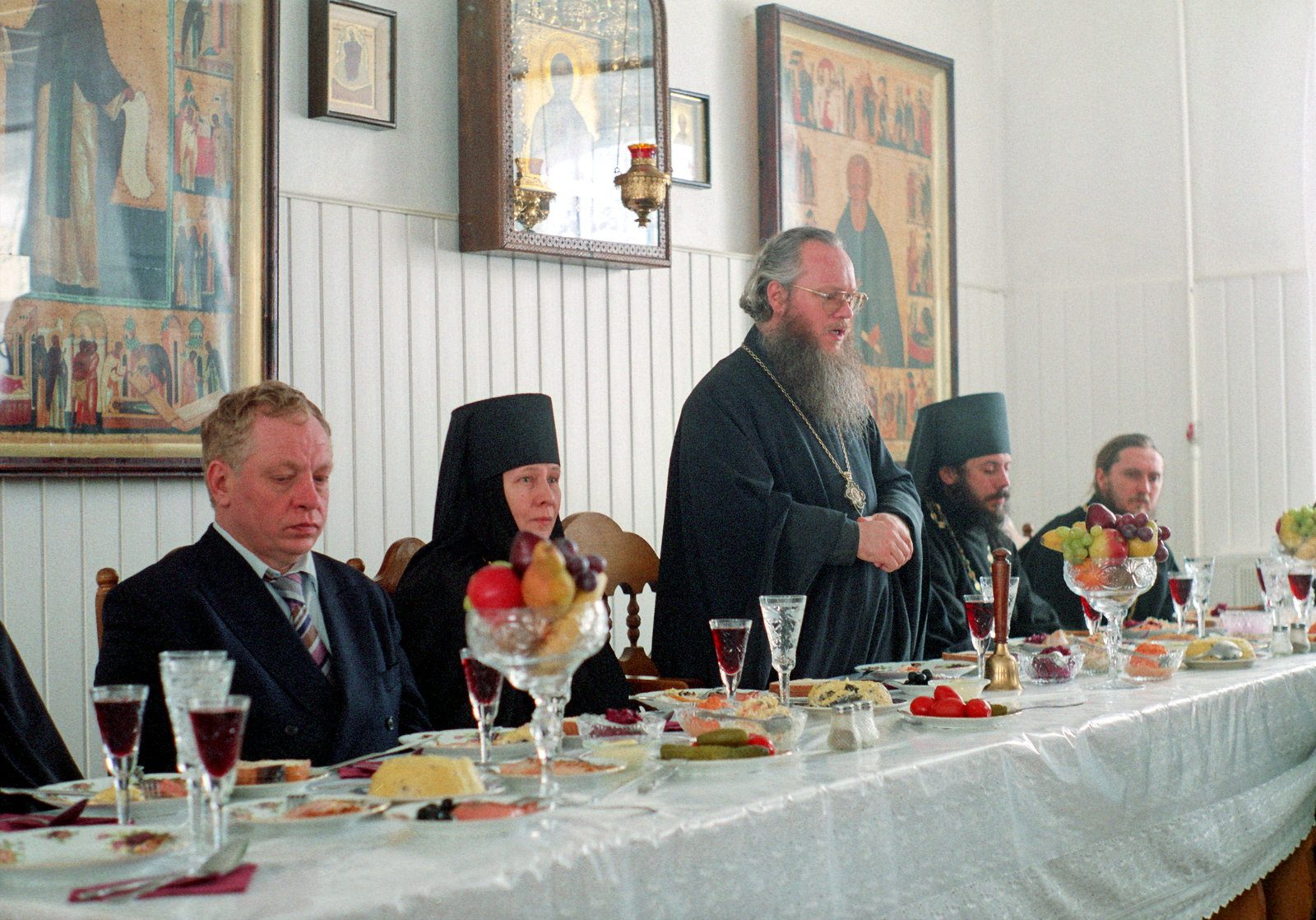
Jan (Kowalenko) jako namiestnik monasteru Trójcy Świętej (siedzi drugi z prawej)

W 1992 ukończył Moskiewską Akademię Medyczną im. I. Sieczenowa. Chrzest przyjął w wieku 21 lat, w tym samym roku zawarł związek małżeński. Od lutego do kwietnia 1992 był dzwonnikiem i psalmistą w soborze Zmartwychwstania Pańskiego w Tutajewie. Następnie 19 kwietnia 1992 przyjął z rąk arcybiskupa jarosławskiego i rostowskiego Platona święcenia diakońskie, zaś 24 maja 1992 – kapłańskie. Został wówczas proboszczem parafii św. Sergiusza z Radoneża w Mosiejcewie (obwód jarosławski). Po czterech latach służby kapłańskiej rozwiódł się z żoną, by oboje mogli wstąpić do monasterów. W czerwcu 1996 został posłusznikiem w monasterze Trójcy Świętej w Perejasławiu Zaleskim i jeszcze w tym samym roku mianowano go p.o. dziekana wspólnoty. Wieczyste śluby mnisze złożył 1 stycznia 1997 przed arcybiskupem jarosławskim i rostowskim Micheaszem, przyjmując imię Jan na cześć św. Jana Kronsztadzkiego. W tym samym roku podjął zaocznie naukę w seminarium duchownym w Moskwie. W roku następnym został namiestnikiem monasteru, zaś w 1999 otrzymał godność ihumena. W 1999 ukończył seminarium, zaś w 2001 – Moskiewską Akademię Duchowną (także w trybie zaocznym), uzyskując stopień kandydata nauk teologicznych.
W kwietniu 2009 został przełożonym monasteru Zaśnięcia Matki Bożej św. Adriana w Adrianowej Słobodzie (obwód jarosławski). W marcu 2012 wszedł do rady eparchialnej nowo utworzonej eparchii rybińskiej i został spowiednikiem jej duchowieństwa, a w grudniu – także dziekanem znajdującej się w niej monasterów.
2 października 2013 Święty Synod Rosyjskiego Kościoła Prawosławnego nominował go na biskupa eparchii kałaczowskiej. W związku z tą decyzją 5 października tego samego roku otrzymał godność archimandryty. Jego chirotonia biskupia odbyła się 6 listopada 2013 w cerkwi Ikony Matki Bożej „Wszystkich Strapionych Radość” w Moskwie, pod przewodnictwem patriarchy moskiewskiego i całej Rusi Cyryla.